# Глобальный фонд для женщин
Глобальный фонд для женщин — некоммерческий фонд, финансирующий инициативы в области прав для женщин. Основан в 1987 году новозеландкой Энн Ферт Мюррей, а соучредителями выступили Фрэнсис Кисслинг и Лора Ледерер. Фонд был созда для финансирования женских инициатив по всему миру. Штаб-квартира находится в Сан-Франциско, Калифорния. С 1988 года фонд выделил гранты на сумму более 100 миллионов долларов более чем 4000 организациям в более чем 170 странах. Один из ведущих мировых феминистских фондов.

## История
Первые гранты Глобальный фонд для женщин предоставил в 1988 году (восемь грантополучателей получили сумму 31 000 долларов США).
Генеральные директора фонда
- 1988—1996 год — Энн Ферт Мюррей[англ.][3][4]
- 1996—2010 — Кавита Н. Рамдас
- 2011 — Мусимби Каньоро
- 2019 — Латанья Мапп Фретт[5]
- 2024 — Пейяо Чен[6]

В 2005 году Глобальный фонд для женщин создал Фонд наследия, который является крупнейшим в мире фондом, посвященным исключительно правам женщин. Ежегодно фонд жертвует более 8,5 миллионов долларов организациям, возглавляемым женщинами.
В 2014 году фонд объединился с Международным музеем женщин.
В 2019 году Латанья Мапп Фретт, ранее исполнительный директор Planned Parenthood Global, была назначена президентом и генеральным директором Глобального фонда для женщин.
В 2021—2023 году года ПейЯо сыграла важную роль в создании нового Центра данных о гендерной справедливости, как важного инструмента работы фонда.

## Профиль
Глобальный фонд для женщин — это международный фонд, предоставляющий гранты, который поддерживает группы, работающие над продвижением прав женщин и девочек. Он защищает права женщин, предоставляя гранты для поддержки женских групп по всему миру.
Средства для Глобального фонда для женщин собираются из различных источников и передаются возглавляемым женщинами организациям, которые способствуют экономической безопасности, здоровью, безопасности, образованию и лидерству женщин и девочек.
Заявки на гранты Глобального фонда для женщин принимаются на любом языке и в любом формате.

## Проблемы и инициативы
- Доступ к образованию[14]
- Гражданское и политическое участие[14]
- Экономическая и экологическая справедливость[14]
- Здоровье и сексуальные права[15]
- Мир и гендерное насилие[14]
- Благотворительность в области социальных изменений[16]
- Женщины, демонтирующие милитаризм[17]

## Публикации
Глобальный фонд для женщин публикует ежегодный отчет, в котором освещается его финансовое положение, информации о партнерах по грантам, размышления, статистические данные, прогнозы о положении женщин и девочек во всем мире.
Глобальный фонд для женщин также публикует отчеты о конкретных проблемах, затрагивающих женщин и девочек.